# Oruza chionocraspis
Oruza chionocraspis är en fjärilsart som beskrevs av George Francis Hampson 1918. Oruza chionocraspis ingår i släktet Oruza och familjen nattflyn. Inga underarter finns listade i Catalogue of Life.